# Санто-Доминго-Санатепек
Санто-Доминго-Санатепек (исп. Santo Domingo Zanatepec)  —   муниципалитет в Мексике, входит в штат Оахака. Население — 10 457 человек.

## История
Город основан в 1825 году.